# Morti nell'888
| Questa pagina contiene informazioni ricavate automaticamente dalle voci biografiche con l'ausilio del template Bio e di un bot. L'aggiornamento è periodico e automatico e ricostruisce completamente la pagina. Se manca una persona in questa lista, sei pregato di non aggiungerla, ma accertati piuttosto che la sua voce biografica contenga il template Bio e che i dati anagrafici siano correttamente compilati. Se il template Bio manca, inseriscilo tu stesso o, in alternativa, metti l'avviso {{tmp\|Bio}} che ne segnala la mancanza. Se i dati riportati sono sbagliati, correggi direttamente la voce biografica; le modifiche saranno visibili in questa lista entro pochi giorni. Per chiarimenti vedi il progetto biografie. La lista contiene solo le 12 persone che sono citate nell'enciclopedia e per le quali è stato implementato correttamente il template Bio. Pagina aggiornata al 18 lug 2025. |

- 13 gennaio - Carlo il Grosso, sovrano franco (n. 839)
- 14 gennaio - Aribert III, re obodrita (n. 856)
- 11 giugno - Remberto, monaco cristiano, arcivescovo e santo tedesco
- 29 giugno - Al-Mundhir ibn Muhammad I, emiro (n. 845)
- 30 giugno - Etelredo, arcivescovo anglosassone
- Abu Dawud al-Sijistani, giurista (n. 817)
- Burgred di Mercia, re
- Cerball mac Dúnlainge, sovrano irlandese
- Abbas ibn Firnas, scienziato e inventore berbero (n. 810)
- Ingelger, nobile (n. 845)
- Judicael di Rennes, re
- Teodeberto di Meaux, conte franco